# Neptune (banda)
Neptune es una banda de avant-garde noise rock, formada originalmente en Boston, MA, Estados Unidos por Jason Sanford (guitarra y voz). A partir de 2025, la banda estará formada por Sanford y sus colaboradores de siempre Mark William Pearson y Daniel Paul Boucher. La banda es conocida por fabricar sus propios instrumentos a partir de chatarra (partes de bicicletas, hojas de sierra, cajas de VHS, sillas de metal, tubos) y otros materiales que encuentran. Además de sus guitarras de desecho, también crean sus propios sintetizadores. La banda ha publicado 33 grabaciones hasta la fecha. En general, se los considera los principales innovadores del género noise rock.

## Miembros
- Jason Sidney Sanford: guitarra barítona, órgano oscilador, vibráfono eléctrico y voz.
- Mark William Pearson: guitarra barítona, proxector de cuatro cuerdas, bajo, osciladores, sintetizadores, percusión y voz.
- Daniel Paul Boucher: batería, timbal base eléctrico, osciladores golpeadores de dos timbales, caja de ruido telegráfico, gaita eléctrica de gas y voz.

## Discografía
- Knife Fight E.P., 7". (autoproducido, 1996)
- Swang!/Poodle Walk, sinxelo de 7". (Antisocial Records, 1996)
- Studio Recordings, May MCMXCVII, CD/LP. (Archenemy Records, 1999)
- Your Company/Productivity is a Science, sinxelo de 7". (Heliotrope Records, 2000)
- Basement Recordings E.P., CD de 6 canciones (Mister Records, 2001)
- At the Pink Pony/A Car Is A Weapon, sinxelo de 7" en directo. (Mister Records, 2002)
- The Ballet of Process, CD/LP. (Mister/100% Breakfast Records, 2002)
- Intimate Lightning, CD/LP. (Mister/100% Breakfast Records, 2004)
- Green Cassette, casete C30 con 5 canciones (Wrong Whole Records, 2005)
- 3" CD-R con 5 canciones (Magnetism Crafts, 2005)
- Mice and Worms, LP de 12" con 6 canciones. (Magnetism Crafts / Self-Release Records, 2005)
- White Cassette, casete C20 con cuatro canciones. (Magnetism Crafts, 2005)
- 3" Collage CDR, CD-R con dos canciones. (Magnetism Crafts / Self-Release Records, 2006)
- Patterns, CD/LP. (Self-Release (US)/Fortissimo (UK)/Les Potagers Natures (France), 2006)
- Red Cassette, casette C30 con 6 improvisaciones. (Magnetism Crafts, 2006)
- 3" CDR, CD-R con 3 canciones. (Hiddenbirdhouse, 2006)
- Untitled Improvised LP, (sólo en formato LP). (Golden Lab Records, 2007)
- Split LP, LP con One Second Riot. (Distile Records, 2007)
- Paris Green, CD-R con 5 canciones con diseño pintado a mano. (Magnetism Crafts/Wrong Way Archival Bureau, 2007)
- Gong Lake, CD/LP (Radium/Table of the Elements, February 2008)
- Roman Business, casette C30 con 4 improvisaciones. (N0-FI [Roma, Italia], 2009)
- 18:40 / 19:19, (sólo en formato LP). (Magnetism Crafts/Wrong Way Archival Bureau, 2011)
- Silent Partner, CD/LP. (Northern Spy Records, 2011)
- msg rcvd, CD/LP. (Northern Spy Records, 2012)
- Cave Drawings, LP de 10" y canción digital. (Self-Release Records / Wrong Way Archival Bureau, 2013)
- Seed of the Golden Fruit, sinxelo digital. (autoproducido, 2020)
- Mother of Millions, casette/digital (Wrong Way Archival Bureau, 2021)
- Live on Pipeline WMBR, March 16, 2004, digital (autoproducido, 2021)
- Live at SCSI Sell, Den Haag, NL, November 20, 2004, digital (autoproducido, 2022)
- Green White Red, digital reedición de 'Green Cassette', White Cassette' & 'Red Cassette' (Wrong Way Archival Bureau, 2024)
- Live at The Ugly House 12/18/94 (first performance), digital (autoproducido, 2024)
- #39 | #40, sinxelo de 7". (Wrong Way Archival Bureau, 2025)

## Video
- The Penetrating Gaze Video de Bill T. Miller, grabado en Middle East, Cambridge, MA, 12/29/2005
- Live in Strasbourg France (set completo de 11 cancións), grabado en directo en Le Zanzibar, Strasbourg, France, 9/27/06 | video by Normaltv.org